# Ленинский (Сосковский район)
Ленинский — посёлок в Сосковском районе Орловской области России.
Входит в состав Лобынцевского сельского поселения.

## География
Расположен в лесном массиве южнее посёлка Безбожник на левом берегу речки Ястребинка, впадающей в реку Ицка.

## Население
| 2010 |
| ---- |
| 0    |